# 日本菲策吸虫
日本菲策吸虫（学名：Fischoederius japonicus）为腹袋科菲策属的动物。分布于日本、台湾岛以及中国大陆的四川等地，营寄生生活，宿主水牛、黄牛、Bos chinensis以及寄生于瘤胃。